# 덩징화
덩징화(鄧靜華(등정화), 1903년 12월 8일 ~ 1991년 3월 19일)는 중화민국 타이완 정권 1세대 남성 수학자 겸 대학 교수이다. 자(字)는 쥔스(君實).

## 생애
프랑스 유학을 다녀온 그는 1930년도부터 상하이 다퉁 대학 수학과 교수 등으로 출발하여 그 후 충칭 대학 수학과 교수 등을 지내다가 1948년 6월 중순에 중화민국 타이완 성 타이베이로 건너가 그 후로는 타이베이에서 제2의 대학 교수 전성기를 보내었다.

## 가족 관계
- 아버지: 덩딩이(鄧定益)
  - 부인: 우시밍(吳錫明)
    - 아들: 덩안다오(鄧安道)